# Forward Versatile Disc
Forward Versatile Disc (FVD) является ответвлением DVD, разработанным в Тайване совместно с Advanced Optical Storage Research Alliance (AOSRA) и Industrial Technology Research Institute (ITRI) как менее дорогую альтернативу для мультимедиа высокой четкости. Диск похож по структуре на DVD, длина дорожки и способ чтения красным лазером схожи с DVD, но ширина дорожки была сокращена, чтобы позволить диску вмещать 5,4 ГБ на одном слое в отличие от 4.7 ГБ на стандартном DVD. Стандарт допускает увеличение до трёх слоев с вместимостью 15 ГБ. WMV9 используется как видео-кодек, позволяющий записать 135 минут видео качества 720p на двухслойный диск и 135 минут видео качества 1080i на три слоя диска. FVD использует защиту AACS от копирования, которая также, используется в HD DVD и дисках Blu-ray.